# کن گرد
کن گُرد (انگلیسی: Ken Gord؛ زادهٔ ۲۵ فوریهٔ ۱۹۴۹) فیلم‌نامه‌نویس، تهیه‌کننده فیلم و تهیه‌کننده تلویزیونی اهل کانادا است. وی از سال ۱۹۷۳ میلادی تاکنون مشغول فعالیت بوده‌است.
از فیلم‌ها یا مجموعه‌های تلویزیونی که وی در آن‌ها نقش داشته‌است، می‌توان به شهبانوی شمشیرها، حقوق کیفری، شکارچی حرفه‌ای و روز شانس اشاره نمود.